# Гонсалес, Мануэль
Мануэ́ль дель Рефу́хио Гонса́лес Фло́рес (исп. Manuel del Refugio González Flores; 18 июня 1833 — 10 апреля 1893) — мексиканский военный и политический деятель, президент Мексики в 1880—1884 годах.

## Биография
Мануэль дель Рефухио Гонсалес Флорес родился 18 июня 1833 года в городе Матаморос.
Был сначала купцом, но потом избрал военную карьеру. Будучи офицером отличился в гражданских войнах 1850-х годов, как сторонник консервативной партии, но перешёл в стан либеральной армии перед лицом новой иностранной интервенции, памятуя об уроне, причинённом стране интервенцией США, в ходе которой был убит его отец. В Восточной Армии оказался под командованием генерала Порфирио Диаса, с которым у него завязалась тесная дружба, продлившаяся до самой смерти. Участвовал в Осаде Пуэблы, где отличился своей отчаянной храбростью. Был ранен и пленён французами, но сумел сбежать и вновь присоединиться к армии и воевать на стороне республики. В ходе кампании дослужился до полковника, а затем и до бригадного генерала, удостоившись особого упоминания за своё доблестное поведение. Вместе с войсками Оахаки под командованием Диаса сыграл решающую роль в битвах при Мьяуатлане и при Ла-Карбонере.
Вместе с Порфирио Диасом он подготовил мартовскую революцию 1867 года и после удачного её исхода был поставлен во главе штата Мичоакан, где немало сделал для народного образования. С 1873 по 1880 год он был, при Диасе, военным и морским министром, а в 1880 году был выбран в президенты Мексики.
1 декабря 1880 он стал президентом и занимал эту должность до 30 ноября 1884 года. На этом посту умиротворил страну, поддерживал с иностранными державами хорошие отношения и улучшил экономическое положение народа. Однако, он не предпринимал значительных усилий для борьбы с коррупцией, что способствовало укреплению позиций Порфирио Диаса.
Мануэль дель Рефухио Гонсалес Флорес умер 10 апреля 1893 года в Чапинго.